# Jean-François Perrier
Pour les articles homonymes, voir Perrier.
Jean-François Perrier est un acteur français né en 1947.

## Filmographie

### Acteur

#### Cinéma
- 1983 : Le Bal d'Ettore Scola : Le sacristain amoureux / l'officier allemand
- 1985 : Maccheroni (Maccheroni) d'Ettore Scola : Le producteur français
- 1985 : Une femme ou deux de Daniel Vigne : Le concierge de l'hôtel
- 1986 : La Galette du roi de Jean-Michel Ribes : Salamanca et Léon
- 1986 : Paulette, la pauvre petite milliardaire de Claude Confortès : Le majordome des Gulderbilt
- 1986 : Yiddish Connection de Paul Boujenah : Le directeur de l'école
- 1986 : Sur les talus (court métrage) de Laurence Ferreira Barbosa :
- 1987 : La Vieille Quimboiseuse et le majordome de Julius Amédé Laou : Un client de la quimboiseuse
- 1987 : Les Keufs de Josiane Balasko : Le directeur de l'IGS
- 1988 : Corentin ou les Infortunes conjugales de Jean Marbœuf : le curé sérieux
- 1988 : Prisonnières de Charlotte Silvera : l'inspecteur (non crédité)
- 1989 : Comédie d'été de Daniel Vigne : Alfred
- 1990 : Vincent et Théo de Robert Altman : Léon Boussod
- 1990 : Le Voyage du capitaine Fracasse (Il viaggio di Capitan Fracassa) d'Ettore Scola : Matamore
- 1991 : Delicatessen de Marc Caro et Jean-Pierre Jeunet : Georges Interligator
- 1991 : Sushi Sushi de Laurent Perrin : Pradère
- 1991 : Elle préfère l'appeler Bob de Pierre-François Bertrand :
- 1991 : 18 rue Popincourt (court-métrage) de Pascal Laethier
- 1992 : Faux rapports de Daniel Calderon :
- 1993 : Une journée chez ma mère de Dominique Cheminal : Maître Nauroy, l'huissier
- 1993 : Pétain de Jean Marbœuf : Gillouin
- 1993 : Le Fils du requin d'Agnès Merlet :
- 1993 : Bartleby ou les Hommes au rebut (court métrage) de Véronique Tacquin :
- 1993 : Armand! Ma promenade! (court métrage) de Marc Bodin-Joyeux :
- 1994 : Grosse Fatigue de Michel Blanc : Le directeur de la joaillerie
- 1994 : Maries Lied: Ich war, ich weiß nicht wo de Niko Brücher : Tümmler
- 1995 : Jefferson à Paris de James Ivory : L'aristocrate libéral
- 1995 : Dieu, l'amant de ma mère et le fils du charcutier d'Aline Issermann :
- 1995 : La Cérémonie de Claude Chabrol : Le prêtre
- 1995 : Une leçon de savoir-vivre (court métrage) de Pascal Bonnelle : Le concessionnaire en voiturettes
- 1996 : Malik le maudit (moyen métrage) de Youcef Hamidi :
- 1997 : Tenue correcte exigée de Philippe Lioret : Walter
- 1997 : La Divine Poursuite de Michel Deville : Le capitaine Cohen
- 1997 : Mauvais Genre de Laurent Bénégui : Le libraire
- 1998 : Babylon d'Eddy Terstall : Flash (crédité comme « François Perrier » au générique)
- 2000 : 30 ans de Laurent Perrin : Michel Boruff
- 2000 : Mercredi 13 (court métrage) de Nicolas Goetschel : Le docteur Glückenstein
- 2001 : Meine polnische Jungfrau de Douglas Wolfsperger : Le commissaire
- 2006 : Jean de La Fontaine, le défi de Daniel Vigne : Chapelain

#### Télévision

##### Téléfilms
- 1980 : En r'venant d' l'expo de Nat Lilienstein : L'officier et un camelot du roi
- 1987 : Bonne fête maman de Jean-Pierre Richard : Le père supérieur
- 1989 : The Saint: The Blue Dulac de Dennis Berry : Butler
- 1991 : Poison d'amour de Hugues de Laugardière : Jaubert
- 1990 : La Femme des autres de Jean Marbœuf :
- 1994 : Cherche famille désespérément de François Luciani :
- 1994 : Simon Tanner de Joël Jouanneau : Le banquier
- 1995 : Alice boit du petit lait de Jean-Pierre Richard : Lambernoix
- 2002 : L'Enfant des lumières de Daniel Vigne: Beauvais
- 2015 : Pacte sacré de Marion Sarraut : le détective

##### Séries télévisées
- 1983 : Capitaine X : Le valet
- 1986 : Cinéma 16 - Le Bal d'Irène de Jean-Louis Comolli : Concours Hippique
- 1988 : Palace : Un client
- 1989 : V comme vengeance, épisode l'Étrange Histoire d'Émilie Albert, réalisé par Claude Boissol : Le curé
- 1989 : L'Agence (série)
- 1992-1993 : Puissance 4 : L'inspecteur Alain Beuvry
- 1995 : Julie Lescaut, épisode Week-end, réalisé par Marion Sarraut : Le médecin légiste
- 2009 : Avocats et Associés -  Abus dangereux de Claire de la Rochefoucauld : Didier Delacourt

## Théâtre
- 1986 : L'Opéra de quat'sous de Bertolt Brecht, mise en scène Giorgio Strehler, Théâtre du Chatelet
- 1988 : Le Public de Federico Garcia Lorca, mise en scène Jorge Lavelli, Théâtre national de la Colline
- 1989 : Opérette de Witold Gombrowicz, mise en scène Jorge Lavelli, Théâtre national de la Colline
- 1993 : Les Marchands de gloire de Marcel Pagnol et Paul Nivoix, mise en scène Jean-Louis Martinelli, MC93 Bobigny, tournée
- 1994 : Les Marchands de gloire de Marcel Pagnol et Paul Nivoix, mise en scène Jean-Louis Martinelli, Théâtre de Nice, La Ferme du Buisson, Théâtre national de Strasbourg, tournée
- 1995 : Roberto Zucco de Bernard-Marie Koltès, mise en scène Jean-Louis Martinelli, Théâtre national de Strasbourg
- 1995 : L'Année des treize lunes de Rainer Werner Fassbinder, mise en scène Jean-Louis Martinelli, Festival d'Avignon, Théâtre national de Strasbourg, Grande halle de La Villette
- 1995 : Voyage à l'intérieur de la tristesse d'après Rainer Werner Fassbinder, mise en scène Jean-Louis Martinelli, Festival d’Avignon
- 1996 : Roberto Zucco de Bernard-Marie Koltès, mise en scène Jean-Louis Martinelli, Théâtre Nanterre-Amandiers
- 1996 : Vengeance tardive de Jacques Rebotier, mise en scène de l'auteur, Théâtre national de Strasbourg
- 1997 : Germania 3 d'Heiner Müller, mise en scène Jean-Louis Martinelli, Théâtre national de Strasbourg, Théâtre du Nord, Dramaten Stockholm
- 1998 : Germania 3 d'Heiner Müller, mise en scène Jean-Louis Martinelli, Théâtre national de la Colline
- 1998 : Vengeance tardive de Jacques Rebotier, mise en scène de l'auteur, Théâtre Nanterre-Amandiers
- 2001 : William Pig, le cochon qui avait lu Shakespeare de Christine Blondel, mise en scène David Géry, Comédie de Picardie, Le Phénix
- 2002 : Platonov d'Anton Tchekhov, mise en scène Jean-Louis Martinelli, Théâtre Nanterre-Amandiers
- 2002 : Le Songe d'une nuit d'été de William Shakespeare, mise en scène Yannis Kokkos, Théâtre Nanterre-Amandiers
- 2005 : Schweyk dans la Deuxième Guerre mondiale de Bertolt Brecht et Hanns Eisler, mise en scène Jean-Louis Martinelli, Théâtre Nanterre-Amandiers
- 2006 : La République de Mek-Ouyes de Jacques Jouet, mise en scène Jean-Louis Martinelli, Théâtre Nanterre-Amandiers
- 2009 : Stuff Happens de David Hare, mise en scène Bruno Freyssinet et William Nadylam, Théâtre Nanterre-Amandiers,
- 2010 : Stuff Happens de David Hare, mise en scène Bruno Freyssinet et William Nadylam, TNP Villeurbanne
- 2010 : L'Idée du Nord